# Взрывное дело
Взрывное дело или взрывотехника — теория, практика и область техники, охватывающие всю совокупность процессов и средств, связанных с использованием энергии взрыва взрывчатых веществ (далее ВВ) для промышленных целей и военных целей.
В состав взрывного дела входят буровые работы, в том числе оборудование для буровых работ, взрывные работы, механизация грузопереработки ВВ и взрывных работ, хранение, учёт и использование взрывчатых материалов, производство взрывчатых материалов.
До середины XX века называлось также подрывным делом, а специалист, его освоивший — подрывником.

## Буровые работы
Производятся буровыми станками, наиболее распространённый тип буровых станков вращательного (шнекового), шарошечного, ударно-вращательного (пневмоударного) и ударно-канатного бурения. Наиболее распространённые диаметры скважин: 105, 160, 190, 214, 243, 269, 320 мм.

## Взрывные работы
Комплекс работ, выполняемых с целью рационального и безопасного разрушения горных пород с использованием энергии взрыва.

### Виды взрывных работ
общие взрывные работы:
- взрывные работы в подземных выработках и на поверхности угольных шахт, опасных по газу, или разрабатывающих пласты, опасные по взрывам пыли;
- взрывные работы в подземных выработках и на поверхности угольных шахт, не опасных по газу, или разрабатывающих пласты, не опасные по взрывам пыли;
- взрывные работы в подземных выработках и на поверхности рудников (объектов горнорудной и нерудной промышленности), опасных по газу или пыли;
- взрывные работы в подземных выработках и на поверхности рудников (объектов горнорудной и нерудной промышленности), не опасных по газу или пыли;
- взрывные работы на открытых горных разработках;
- взрывные работы при сейсморазведке, при прострелочно-взрывных и иных работах в нефтяных, газовых, водяных и других скважинах;

специальные взрывные работы:
- рыхление мёрзлых грунтов, на болотах, взрывание льда, подводные взрывные работы;
- разрушение горячих массивов;
- обработка материалов (резка, сварка, упрочнение и другие) энергией взрыва;
- валка зданий, сооружений и дробление фундаментов;
- корчевка пней, валка леса, рыхление смерзшихся дров и балансов,
- ликвидация заторов при лесосплаве, борьба с лесными пожарами;
- в подземных выработках и на поверхности нефтяных шахт;
- при проведении тоннелей и строительстве метрополитена;
- при проведении горноразведочных выработок;
- связанные с использованием взрывчатых материалов в научных и учебных целях.

## Деятельность
Осуществляется на основании разрешений выданных государственными органами в частности Ростехнадзором России на хранение взрывчатых материалов, на приобретение взрывчатых материалов, на перевозку взрывчатых материалов, на производство взрывных работ и при наличии проектной документации

## Проектная документация
Проект на проведение взрывных работ (ВР)

## Основные параметры взрывных работ
Категория взрываемости, крепость пород по профессору М. М. Протодьяконову, либо классификации грунтов и горных пород по крепости Госстроя СССР, диаметр скважин, глубина бурения, длина перебура, расстояние между скважинами в ряду и рядами скважин (линия сопротивления по подошве для первого ряда скважин), вес заряда в скважине, длина забойки, интервал замедления, выход горной массы, удельный расход взрывчатых веществ. Данные параметры рассчитываются в проектной документации. В частности при ведении взрывных работ на дневной поверхности наиболее часто используемыми является Технические правила, либо их можно взять из нормативов буровзрывных работ

### Конструкция заряда взрывчатых веществ
В подавляющем большинстве конструкция скважинного заряда ВВ состоит из колонки с низкочувствительным ВВ в нижней части скважины и забойки из бурового шлама, песка, суглинка и пр. в верхней части в соотношении соответственно ± 2 : 1. Для инициирования заряда с ВВ применяется боевик из высокочувствительного ВВ весом до 5 кг. Размещение боевика по колонке заряда с ВВ принимается в зависимости от заданных параметров: нижнее (обратное) и верхнее (прямое). Точка размещения боевика по колонке заряда с ВВ принимается при обратном инициировании на уровне подошвы уступа, при прямом на аналогичном расстоянии от верха колонки заряда с ВВ. Для более сбалансированного взрыва есть смысл произвести точный расчет по формулам для прямого и обратного инициирования.

### Безопасные расстояния при производстве взрывных работ и хранении ВМ
Безопасные расстояния устанавливаются проектом или паспортом на проведение взрывных работ и хранение ВВ. За безопасное расстояние принимают наибольшее из установленных по различным поражающим факторам:
- Расстояния безопасные по разлету отдельных кусков породы (грунта) при взрывании скважинных зарядов рыхления.
- Расстояния безопасные по разлету отдельных кусков породы (грунта) при взрывах на выброс, сброс и взрывах сосредоточенных зарядов рыхления
- Безопасные расстояния, обеспечивающие сохранность механизмов, зданий и сооружений от повреждения их разлетающимися кусками породы (грунта)
- Расстояния безопасные по высоте разлета отдельных кусков породы (грунта)
- Сейсмически безопасные расстояния для зданий и сооружений
- Безопасные расстояния по действию ударной воздушной волны

## Механизация грузопереработки ВВ
Включает следующие технологические процессы:
- Разгрузка железнодорожных вагонов на прирельсовой железнодорожной площадке
- Погрузка и разгрузка автотранспортных средств
- Доставка и укладка ВВ и хранилища на склады ВВ или специальные площадки
- Растаривание и загрузка ВВ в транспортно-зарядные машины
- Заряжание ВВ в скважины
- Забойка заряженных скважин

## Хранение, учёт и использование взрывчатых материалов
ВВ хранятся в постоянных и передвижных складах. По месту расположения относительно земной поверхности склады ВВ подразделяются на поверхностные, полууглубленные, углубленные и подземные. В зависимости от срока эксплуатации склады разделяются на постоянные — 3 года и более, временные — до трех лет и кратковременные — до одного года, считая эти сроки с момента завоза ВВ. По назначению склады ВВ разделяются на базисные и расходные. В научно-исследовательских институтах, лабораториях и учебных заведениях ВВ допускается хранить в сейфах (в каждом не более 10 кг взрывчатых веществ или 500 детонаторов и по 300 метров детонирующего и огнепроводного шнуров). Допускается хранение ВВ в одном помещении, но в разных сейфах. ВВ также могут храниться в нежилых строениях, землянках и прочих помещениях, в железнодорожных вагонах, на судах, на автомобилях, прицепах и повозках, в шалашах, пещерах и прочих пунктах, на площадках для хранения ВВ.

### Применение взрывчатых материалов
Список взрывчатых материалов, средств механизации взрывных работ, технических устройств, используемых непосредственно при изготовлении ВВ, взрывных и контрольно—измерительных приборов, устройств и аппаратуру для взрывных работ, упаковку для ВВ, допущенных к применению на территории России можно найти в научно-информационном бюллетене «Взрывное дело».

## Производство взрывчатых материалов
Используются в основном заводского изготовления, однако также изготавливаются на стационарных и передвижных пунктах, расположенных в непосредственной близости к местам потребления. Изготавливаются твёрдые, жидкие, газообразные в том числе суспензии, эмульсии, взвеси твёрдых или жидких веществ в газах. Наиболее широкое применение во взрывном деле имеют твёрдые и жидкие ВВ, так называемые конденсированные ВВ.